# Helmut Voelkel
Helmut Voelkel (* 15. August 1902 in Schmiedeberg; † 9. September 1945 in Berlin) war ein deutscher Verwaltungsbeamter. Zunächst begeisterter Anhänger des Nationalsozialismus, fiel er später in Ungnade.

## Leben
Helmut Voelkel wurde im schlesischen Schmiedeberg (heute: Kowary) als Sohn eines Bergingenieurs geboren. Sein Vater hatte einen Arbeitsunfall und wurde in den Vorruhestand versetzt, was die Familie vor finanzielle Probleme stellte. Voelkel selbst litt unter anderem unter Knochentuberkulose. So konnte er sein Abitur erst 1922 ablegen. Nach einigen Jahren als Buchhalter, Journalist und Auslandskorrespondent studierte er 1926 in Breslau (heute: Wrocław) Staats- und Wirtschaftswissenschaften. Dieses schloss er 1929 als Diplom-Volkswirt ab. 1926 war er in die NSDAP eingetreten, wurde allerdings 1928 wegen fehlender Beteiligung ausgeschlossen. Als er 1930 wegen fehlender Geldmittel sein Promotionsstudium nicht aufnehmen konnte, trat er wieder in die NSDAP ein und arbeitete in Karlsruhe als Berichterstatter für die Parteizeitung Der Führer, für die er Theaterkritiken und Gerichtsberichte schrieb. Außerdem war er in der Gauleitung tätig, wo er die sogenannte „Lügenabwehrstelle“ leitete. In dieser Funktion führte er eine wichtige Rolle im Wahlkampf um die Reichstagswahl 1933. Unter anderem verhandelte er mit dem badischen Innenminister Erwin Umhauer (DVP) um das Hissen von Hakenkreuzflaggen auf öffentlichen Gebäuden.
Am 11. März 1933, dem Tag der Einsetzung der kommissarischen Landesregierung in Baden, wurde er zum persönlichen Mitarbeiter des Finanzministers Walter Köhler im Kabinett Wagner (Baden) ernannt. Zunächst als Ministerialreferent wurde er am 14. Dezember 1933 zum Regierungsrat befördert. Ab dem 1. Januar 1935 arbeitete er in der badischen Staatskanzlei in Berlin.
1939 wurde er als Sachbearbeiter in der Preisüberwachungsstelle des badischen Finanz- und Wirtschaftsministerium eingesetzt. Auf Grund seiner früheren Tuberkuloseerkrankung wurde er als dienstuntauglich eingestuft und musste nicht in den Zweiten Weltkrieg. 1940 erfolgte die Ernennung zum Beamten auf Lebenszeit.
Zu Beginn glühender Verfechter des Nationalsozialismus mit zahlreichen Mitgliedschaften in Organisationen wie der Nationalsozialistischen Volkswohlfahrt (NSV), dem Reichsbund der deutschen Beamten (RDB) und dem Reichskolonialbund (RKB) sowie Träger des Ehrenzeichens der NSDAP, ging er später auf Distanz zum Nationalsozialismus. Erste Zweifel kamen nach dem Röhm-Putsch, wobei er erst ab 1938 als Kritiker wahrgenommen wurde. Als seine Kritik immer lauter wurde, wurde er am 20. September 1943 bei einem Familienbesuch in Bad Salzbrunn verhaftet. Anschließend verbrachte er über ein halbes Jahr in Untersuchungshaft. Ende März 1944 wurde er in die Heil- und Pflegeanstalt Lüben eingeliefert, wo sein Geisteszustand untersucht werden sollte. Er und seine Familie versuchten, die Äußerungen auf seine langjährige Krankheit zu schieben. Jedoch wurde er im November 1944 in das Gefängnis von Breslau eingeliefert, wo sich sein Gesundheitszustand rapide verschlechterte; gegen Ende seiner Haftzeit wog er nur noch 44 Kilogramm.
Am 23. April 1945 wurde er aus dem Gefängnis entlassen, vermutlich weil sich die Front näherte. Er kehrte nach Berlin zurück, wo er aber seine Familie, seine Frau und Kinder, die zwischenzeitlich ausgebombt wurden, nicht auffinden konnte. Mitte Mai suchte er, mittlerweile durch eine Lungentuberkulose weiter geschwächt und geistig umnachtet, das Krankenhaus Berlin Weißensee auf, wo er stationär behandelt wurde. Er versuchte, sich als „Opfer des Faschismus“ anerkennen zu lassen. Das Entnazifizierungsverfahren wurde 1948 posthum eingestellt.